# 台湾溲疏
台湾溲疏（学名：Deutzia taiwanensis）为虎耳草科溲疏属下的一个种。

## 分布
特產台灣全島低至中海拔 300~2,300 公尺的山區較潮濕的環境，叢林內或路旁。坪林、深坑、烏來、梨山、阿里山、日月潭、霧台、清水山、思源、關仔嶺等地均有採集記錄。

## 用途
1.園藝用途：花潔白、有淡香味，可作庭植添景樹；花、果枝則供作花材。
2.藥用：根和全草(葉)入藥。性味：根：辛、寒。效用：根：解熱，止瘧。治瘧疾。我國本草經記載：「溲疏味辛，通利水道，除胃中熱、下氣，一名巨骨。」證明溲疏在我國已有很久的歷史，而且可作草藥中健胃的偏方。

## 特性
灌木，高 3~5 公尺；老枝灰色，表皮脫落，無毛；花枝長 8~14 公分，具 4~6 葉，淡綠色，被星狀毛。葉紙質或薄革質，卵狀長圓形或卵狀披針形，長 5~8 公分，寬 2~3 公分，先端漸尖、尖頭稍彎，基部楔形或圓形，邊緣具大小不等鋸齒，上面綠色，下面灰綠色，兩面均疏被 4~5(~6) 輻線星狀毛，毛緊貼並與葉同色，側脈每邊 4~6 條，網脈兩面均隆起；花枝的葉柄長 0.2~0.4 公分，其餘葉柄長 0.6~0.8 公分，被星狀毛。聚繖狀圓錐花序長 6~8 公分，直徑 3~4 公分，具多花，疏被星狀毛；花蕾長圓形；花冠直徑 1.5~2.5 公分；花梗長 0.3~0.5 公分；萼筒杯狀，高約 0.25 公分，直徑約 0.3 公分，裂片三角形，長寬均約 0.1 公分，先端急尖，密被 8~12 輻線星狀毛；花瓣白色，長圓形，長 0.9~1.3 公分，寬 0.3~0.4 公分，先端急尖，基部稍狹，外面被星狀毛，花蕾時內向鑷合狀排列；外輪雄蕊長約 1.2 公分，內輪較短，花絲先端 2 齒，齒長不達花藥，花藥長圓形，具短柄，從花絲裂齒間伸出；花柱 3~4，較外輪雄蕊稍長。蒴果半球形，直徑約 0.35 公分。花期 3~6 月，果期 8~10 月。

## 扩展阅读
- 維基物種上的相關：台湾溲疏

1. ↑  . 特有生物研究保育中心.   [2018-06-01].[]
2. ↑  邱, 年永. . 台灣: 南天書局. 1991-01-01. ISBN 9789576380341.
3. ↑  莊溪. .   [2018-06-01]. （原始内容存档于2019-09-07）.